# Marcus Postumius Festus

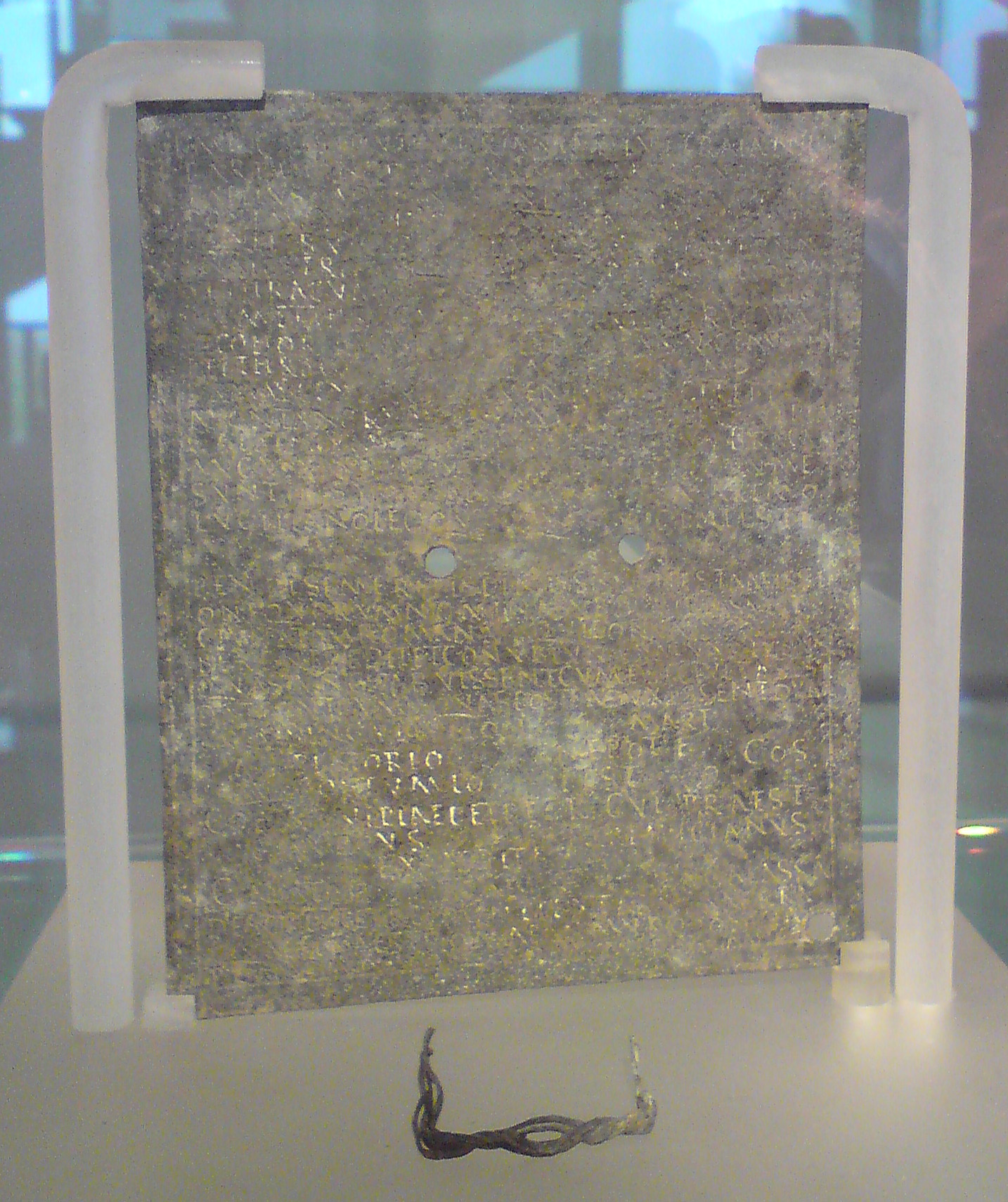
Ein Militärdiplom von 160 n. Chr.

Marcus Postumius Festus war ein im 2. Jahrhundert n. Chr. lebender römischer Politiker.
Durch Militärdiplome, die auf den 7. März 160 datiert sind, ist belegt, dass Festus 160 zusammen mit Aulus Platorius Nepos Calpurnianus Suffektkonsul war; die beiden Konsuln traten ihr Amt am 1. März des Jahres an. Sein Name ist auch in den Fasti Ostienses partiell erhalten.